# Novi Vinodolski
Novi Vinodolski je grad u zapadnoj Hrvatskoj, u Primorsko-goranskoj županiji.

## Gradska naselja
Grad Novi Vinodolski sastoji se od 20 naselja (stanje 2006.), to su: Bater, Bile, Breze, Crno, Donji Zagon, Drinak, Gornji Zagon, Jakov Polje, Javorje, Klenovica, Krmpotske Vodice, Ledenice, Luka Krmpotska, Novi Vinodolski, Podmelnik, Povile, Ruševo Krmpotsko, Sibinj Krmpotski, Smokvica Krmpotska i Zabukovac.

## Zemljopis
Novi Vinodolski se smjestio na strmom brežuljku, iznad ušća Suhe Ričine, u jugoistočnom kraju Vinodolske doline. Naselje prati konfiguraciju terena, a njegova silueta dominira Vinodolskom dolinom. 
Novi Vinodolski je udaljen samo 30 kilometara od zračne luke na otoku Krku i 180 kilometara od zagrebačke zračne luke. Zahvaljujući blizini glavnih autoputeva, lokacija je vrlo pristupačna i vozačima iz cijele Europe.
Udaljenost od gradova:
- Trst 122 km
- Ljubljana 170 km
- Budimpešta 550 km
- München 590 km
- Beč 558 km
- Zagreb 180 km

## Stanovništvo
Po popisu iz 2001. godine, Grad Novi Vinodolski je imao 5282 stanovnika.

### Novi Vinodolski (naseljeno mjesto)
- 2001. – 4119
- 1991. – 3851 (Hrvati – 3232, Srbi – 216, Jugoslaveni – 108, ostali – 295)
- 1981. – 3343 (Hrvati – 2587, Jugoslaveni – 507, Srbi – 147, ostali – 102)
- 1971. – 2671 (Hrvati – 2471, Srbi – 114, Jugoslaveni – 24, ostali – 62)

## Povijest
Prvo spominjanje Novoga u pisanom obliku datira iz godine 1288. kada se piše Vinodolski zakon. U to vrijeme grad je pod upravom knezova Krčkih – kasnijih Frankopana – čiji je član, knez Leonard uspio staviti u zakon da se Krčkima prizna kako su oni priznata najviša sudbena vlast u Vinodolu i nad svim ljudima koji nastavaju vinodol (član 75), te da se zabrani održavanje općinskog vijeća ako nije nazočan čovjek kneževa povjerenja (član 57). Novi je ostao pod Frankopanima do 1671. kada je ubijen posljednji Frankopan, Fran Krsto. Novi je u srednjem vijeku imao nekoliko teških godina i dana. 1496. godine stradao je od kuge, a jedan od težih dana bio je i 27. kolovoza 1527., kada su Turci zapalili i opljačkali grad. Istu je sudbinu grad doživio 1598. godine, kada su Mlečani pod zapovjedništvom admirala Ivana Bemba opljačkali grad i porušili tvrđavu Lopsica. Još je više grad stradao 29. kolovoza 1615. kada je posada grada Novoga išla u pomoć Uskocima, za što su saznali Mlečani te napali slabo čuvan grad. Toga su dana Mlečani barbarski pobili starce, žene i djecu, sve za slavu Venecije. Jedna od najstarijih građevina je stolna crkva sv. Filipa i Jakova koju je posvetio biskup Kristofor 1498. a koja je restaurirna 1520. godine. Matice krštenih postoje od 1650. godine, a matice vjenčanih od 1674. godine. Od glagoljičnog pisma ostao je sačuvan natpis na kapelici sv. Lucije datiran 28. lipnja 1499. godine, misal na glagoljici iz 15. stoljeća te nekoliko časoslova.
Novljani su imali dosta neslaganja sa susjedima, Bribirom i Ledenicama pogotovo što se tiče granica. S Bribirom one su uređene 1309., a s Ledenicama je bilo i nekoliko stvarnih okršaja od 1596. do 1686. godine. Niti kasnije Novi nije bio pošteđen razaranja, jedno od većih dogodilo se 1750. kada je grad razrušio veliki potres, a samo sedam godina kasnije velika bura nanijela je štetu tako da je 1761. godine donesene odluka o rušenju dviju trećina građevina kako bi se uštedilo na popravcima. Tada se živjelo u Novom 6 plemićkih obitelji, 11 slobodnjaka, 63 obitelji knapova i 130 kmetovskih obitelji. Kao slobodnjaci spominju se Mikula Mudrovcic, Ivan Kargacin, Alberto Marijašević, Grgo Jeličić, Bruic Petrinović, Anton i Petar Mariašević, pod istim prezimenima bilo je mnogo obitelji ali oni su bili knapovi ili kmetovi. Od toga se vremena zadržala i današnja nošnja.
Do 1813. Novi je bio pod Austro-Ugarskom upravom, a te je godine dolaskom Napoleonove vojske dobio civilnu vlast te je te godine bilo dozvoljeno civilno vjenčanje u općini koje je godinu dana kasnije ukinuto povratkom pod Austro-Ugarsku vlast. Te je godine u Novom izbrojeno 2160 duša, te 715 jutara vinograda te 357 jutara oranica. Polovica prihoda dobivala se od proizvodnje vina, a ostala polovica od raži, sijena, pšenice, kukuruza, sirka, prosa, krumpira upravo tim redom. Tih se godina umiralo od gladi jer bez obzira na proizvodnju ona je bila dovoljna tek za četvrtinu potreba, tako je godine 1817. zabilježeno 15 smrtnih slučajeva od gladi, od loše higijene tada je umiralo mnogo djece. 1836. u Novom je umrlo 130 ljudi od kolere, a isto se ponovilo 1849. kada je umrlo 220 ljudi. 1848. stanje je bilo tako loše da carsko namjesništvo u Zagrebu predlaže javne radove kako bi se zaposlilo lokalno stanovništvo i prekinulo dugogodišnje gladovanje. Tako se predlaže izgradnja ceste do Lukavica i mosta preko Ričine koja bi mogla u budućnosti puno značiti za Novi. Tada počinje napredak Novoga. Izgradnjom ceste prema Ogulinu novljani se počinju baviti kirijašenjem, tako se i danas zna čuti da su kirci, to jest prijevozom robe u unutrašnjost, Liku, Gorski kotar i dalje. Prvi poštanski ured osnovao je Blaž Ferković stariji, te je ova obitelj nastavila dugo godina voditi poštanski ured. Do 1867. u luku su uplovljavali samo jedrenjaci, da bi 1867. pristao prvi parobrod pod imenom Hrvat, s kojim je Senj održavao dnevnu vezu s Rijekom.
Pošto je nekada grad-tvrđava bio osnova naselja vrlo je vjerojatno grad bio nazvan Novi jer se nalazio nasuprot staroga, ali to je samo jedna od pretpostavki. Druga govori da je postojalo naselje Županjić-grad u Vinodolskoj dolini te premještanjem stanovnika na novo mjesto bliže moru počinju novo naselje nazivati Novigrad a kasnije Novi, Novi u Vinodolu, Novi Vinodol i na kraju sadašnji naziv Novi Vinodolski. Privilegijom iz godine 1225. hrvatsko-ugarski kralj Andrija II. krčkom knezu Vidu daruje župe Vinodol i Modruš. Novi vlasnici imaju upravnu i sudsku vlast, ubiru davanja i imaju pravo na eksploataciju ljudske radne snage. Prije njihova dolaska glavnu je riječ imalo općinsko vijeće, koje su oni odmah zabranili. Međutim zbog previranja u narodu odlučili su prilagoditi stare općinske zakone na način koji je njima odgovarao te tako nastaje spis koji je najvažniji za današnji Novi. 
Obitelj Mrzljak podigla je 1878. prvo drveno kupalište u luci, takozvanu bribirsku rivu koja je bila privatna i samo jedna u nizu, a prvo javno kupalište izgrađeno je 1886. s osam kabina na plivaćim balvanima. Tri godine kasnije gradi se mnogo poznatije kupalište u uvali Lišanj. Kupanje je bilo dozvoljeno muškarcima kada bi vijorila crvena zastava na kupalištu, a ženama kada bi bila istaknuta bijela zastava. U to vrijeme skoro je svaka druga kuća imala svećenika, a i prvi Novljani kreću na daljnje školovanje u Zagreb. Nekoliko učenih ljudi na pobudu Josipa Mažuranića osniva čitaonicu 1845., a škola postoji od 1793. godine i bila je samo za dječake, prvi je učitelj vjerojatno bio Ivan Krstitelj Strizić iz Bribira. Skoro stotinu godina kasnije i djevojčice počinju pohađati školu pa se 1873. osniva djevojačka škola s prvom učiteljicom Ankom Vesely, tada su postojala samo dva razreda, od 1891. počinje četverorazredni sustav, a od 1921. počinje s radom V. razred, naredne VI. i sve tako do 1924. kada je upotpunjena osmoljetka. U isto vrijeme počinje i veliko iseljavanje novljana iako je vjerojatno migracija bilo i prije pogotovo u vrijeme napada Turaka. 
Prvo veće iseljavanje za koje se zna je odlazak Novljana na gradnju Sueskog kanala 1860. godine, druga veća grupa otišla je 1880. preko Francuske u Sjevernu Ameriku jer je prethodnih godina trsna uš poništila najveći dio vinograda koji se više nikad nisu obnovili. Najveća kolonija novljana bila je oko 1905. godine u St. Luisu gdje je živjelo dvadesetak obitelji. Novljani su radili kao zidari, rudari, radnici u manufakturama te na trasiranju željezničkih pruga u tim novim domovinama. Između prvog i drugog svjetskog rata Novi je ponovo na rubu siromaštva, iako se krajem 19. stoljeća javljaju prve naznake turizma koji tada nije imao većeg utjecaja na ekonomsko stanje grada. Tek poslije drugog svjetskog rata i centralnim uređenjem ekonomskog sustava počinje značajniji razvoj industrije i sprečavanje emigracije. Prvi zabilježeni broj turista datira iz 1893. kada je zabilježeno 300-tinjak turista.
Turistička era Novog Vinodolskog počinje 1878. godine kada su na pjeskovitu morskom dnu luke postavljeni prvi potpornji plaže koji su držali nekoliko drvenih platformi za kupanje. Ubrzo su mjesta za kupanje izgađena i u obližnjoj dragi Lišanj gdje je postavljena i konstrukcija prvog hotela te se Novi razvio u privlačno lječilište i kupalište za austrijske, mađarske i češke goste. 
Kako je smješten u sjevernojadranskoj regiji Kvarner i zaštićen od otvorenog mora otokom Krkom, Novi Vinodolski ima najugodniju klimu. 
U tom dijelu kvarnerske obale ljetne vrućine ublažavaju ugodne i umirujuće zračne kupke. Morska prašina miješa se s planinskim povjetarcem koji nježno silazi sa šumovitih strmina Velike Kapele. 
Povijesno, Novi Vinodolski je kulturno i političko središte bivše vinodolske knežije. To je "kolijevka zakonodavstva" Vinodola i tradicionalno vinogradarsko područje.

## Poznate osobe
- Antun Mažuranić, hrvatski filolog, (1805. – 1888.)
- Ivan Mažuranić, prvi Hrvatski "ban pučanin" i pjesnik, (1814. – 1890.) Najznačajnije djelo mu je "Smrt Smail-age-Čengića". Od prvih stihova (Vinodolski dolče, da si zdravo!) koje piše kao 16-godišnji đak riječke gimnazije kao pozdrav svome zavičaju, do dopune Gundulićeva “Osmana”.
- Matija Mažuranić, hrvatski književnik, (1817. – 1881.)
- Zdenka Pexidr-Srića, hrvatska akademska slikarica, (1886. – 1972.) Poznata kao "prva dama hrvatskog crteža", rođena je u Novom, u obiteljskoj kući, proboravivši u njoj dio djetinjstva i vraćajući joj se uvijek ponovo u ljetnim mjesecima. Ovdje nastaju njene poznate vedute i pejzaži iz Primorja, portreti novljanskih žena u nošnjama i novljanskih seljaka, kao i crteži jazavčara Tilla i papagaja Lora, obiteljskih ljubimaca.
- David Kabalin, hrvatski pjesnik (1918.)
- Drago Ćepulić, hrv. književnik i filozof[4]

## Spomenici i znamenitosti
U srednjem vijeku ovaj je gradić branio prilaz dolini. Za frankopanske vladavine početkom 13. stoljeća sagrađen je kaštel s kvadratičnim unutrašnjim dvorištem, pojačan ugaonim kulama. Oko njega se razvio Novi grad opasan bedemima koji je do danas sačuvao srednjovjekovnu strukturu uskih i krivudavih uličica i volti, malih trgova te vrijednih ambijentalnih cjelina i urbanističkih rješenja koja još imaju izvornu koncepciju i dispoziciju. 
U povijesnoj jezgri sačuvani su bedemi djelomično na sjevernoj i južnoj strani grada. Ulazna vrata u grad porušena su 1875. godine. Od Frankopanskog kaštela, u kojem je 1228. sastavljen Vinodolski zakonik, ostala je samo znatno restaurirana srednjovjekovna kula “Kvadrac”. Na obali su ostaci starog grada Lopara (vjerojatno rimska tvrđava), i crkva Bl. Marije Djevice na Ospu s ruševinama pavlinskog samostana iz 15. stoljeća. Crkvu je podigao knez Martin Frankopan i imala je nad vratima frankopanski grb, sada uzidan na pročelju kaštela.
U 16. stoljeću mletačka blokada umrtvljuje Novi, zaustavljene su gradnje i zaklade. Posljednji frankopanski darovatelj crkava bio je knez Vuk Krsto Frankopan, a Franjo Krsto Frankopan obnavlja rezidenciju u Kaštelu u povodu ženidbe s rimskom groficom Julijom Naro. Nakon urote 1671. građevina propada, posebno od potresa 1750. godine. 1761. godine dvije trećine Kaštela je srušeno, a trećina je ostala za stan kaštelana. Kad se 1848. raspalo novljansko vlastelinstvo, Kaštel je došao u posjed općine koja ga je potkraj 19. stoljeća preuredila u školu i sjedište administracije. 
Pod utvrdom, u vrtači opasanoj suhozidom, sagrađena je 1716. na groblju kapela Sv. Jurja. Groblje je interesantno po nadgrobnim kamenim pločama građenim u tradiciji reduciranih stećaka kakve se ne nalaze u Vinodolu. 
Župna crkva Sv. Filipa i Jakova vjerojatno je izgrađena već u 14. stoljeću. Jedno vrijeme je bila stolna crkva. Promjenom statusa, crkvi je produženo poligonalno svetište 1520. u stilu kasne gotike, a u 18. stoljeću je pregrađena i dograđena s pokrajnim lađama, u baroknom stilu. U podu svetišta je nadgrobna ploča s likom modruškog biskupa Krištofera iz 1499. a na prvom bočnom oltaru drvena gotička madona iz 15. stoljeća. U 17. stoljeću crkva je dobila vrijedne barokne, drvorezbarene klupe, a za glavni oltar nabavljena je pala s likovima svetaca titulara. U crkvenom su posjedu dva srebrna relikvijarija iz 15. stoljeća i iluminirani glagoljski kodeksi iz 15. stoljeća. 
Na početku 20. st. generalno se pregrađuje pročelje župne crkve, ruši zvonik na ulazu, a po projektu arhitekta Vilima Rauschera uređuje se pročelje u stilu historicizma i 1909. započinje gradnja današnjeg zvonika, koji obrisu grada daje snažan vertikalni naglasak.
Na Trgu Precrikva u Starom gradu je kuća biskupa Ivana Krstitelja Ježića, “Biskupija”, građevina raširenog zabata, simetrično raščlanjenog pročelja sa skromnim reljefnim ukrasom i sunčanom urom na prvom katu. Ta građevina daje poseban ton starom pučkom trgu koji je stoljećima bio središtem crkvenog života u Novom Vinodolskom.

## Obrazovanje
Dok se u knjizi "Povijest školstva i pedagogije u Hrvatskoj" spominje 1780. godina kao ona kada je osnovana Osnovna škola u Novom Vinodolskom, ipak je točnije spomenuti da je to bilo 1786. godine. U to doba u Građanskoj Hrvatskoj vladalo je mišljenje da seljačka djeca ne moraju steći veće obrazovanje, te da je za njih "plug i motika najbolja knjiga". Međutim, nisu svi tako mislili, Marija Terezija uputila je poruku kraljevskom vijeću u Hrvatskoj i Sloveniji 1767. g. da se brine o boljem odgoju i učenju mladeži. Krajem 18. i početkom 19. st. školstvo u Hrvatskoj bilo je vrlo slabo, nije bilo materijalnih sredstava, a niti visoko obrazovanih učitelja. 1805. g. u Hrvatskoj je bilo samo 55 pučkih škola s 54 učitelja. Dakle, intenzivniji napredak u hrvatskom školstvu nastaje tek donošenjem Zakona Marije Terezije. 
I prije je bilo škola, ali tada su djecu poučavali svećenici, razni redovi – isusovci i pavlini. U Novigradu, kako se je u davnini nazivao Novi Vinodolski, djecu su poučavali pavlini (1453. – 1786.; djelovali su 333 godine), koji su imali svoj samostan na današnjem mjesnom groblju do 1890. g. Nakon ukidanja pavlina trebalo je nadoknaditi ono što je Novigrad izgubio – trebalo je osnovati školu. Samostan pavlina osnovao je knez Martin Frankopan, a ukinuo ga je Josip II., sin Marije Terezije 20. ožujka 1786. godine zato što "je samostanska disciplina popustila". Sagrađen je na mjestu nekadašnje crkvice Blažene Djevice Marije (1462. g.), koju je 1917. godine srušio potres. Ime prvog učitelja u školi nije poznato, a pretpostavlja se da je to bio Ivan Krstitelj Strižić iz Bribira. Zbog velikog broja djevojčica 1873. godine otvorila se Djevojačka škola. Prva učiteljica je bila Anka Vesely. 1941. godine školska zgrada nasilno je pretvorena u vojarnu (Talijani), te se preselila u zgradu Domaćinske škole, gdje je i danas. 
Viša pučka škola osnovana je 1920./21. godine, 1947./48. g. osnovana je sedmogodišnja škola, a Zakonom o osmogodišnjoj školi 1952./53. g. škola je produžena za još jednu godinu. Godine 1959. osnovana je centralna osnovna škola u Novom Vinodolskom, koja se sastojala od užeg i šireg područja. Uže područje: djeca iz Novog Vinodolskog i Povila, šire područje: Područne škole: Bater, Breze, Donji Zagon, Donje Krmpote, Gornje Krmpote, Klenovica, Ledenice i Tribotinj (Radinje). Učenici iz udaljenijih mjesta pohađali bi Područne škole, a zatim bi školovanje obavezno završavali u Centralnoj Osnovnoj školi u Novom Vinodolskom.

## Kultura
U Novom Vinodolskom djeluje katedra Čakavskog sabora "Novljansko kolo".

## Šport
- Plivački klub "Vinodol"
- NK Vinodol
- Kyokushin Karate klub "Tensho"
- Boćarski klub "Radinje"
- Boćarski klub "Zagon"
- Boćarski klub "Drin" Klenovica

Pet godina održavao se Rally Novi Vinodolski.

## Vanjske poveznice
- Službena stranica grada
- Turistička zajednica grada Novi Vinodolski
- Novi Vinodolski razglednica 1981.